# Morgan (chanteur)
 (février 2020).
Si vous disposez d'ouvrages ou d'articles de référence ou si vous connaissez des sites web de qualité traitant du thème abordé ici, merci de compléter l'article en donnant les références utiles à sa vérifiabilité et en les liant à la section « Notes et références ».
Pour les articles homonymes, voir Morgan.
Morgan, de son vrai nom Marco Castoldi, né à Milan le 23 décembre 1972, est un chanteur italien et le leader du groupe de rock alternatif Bluvertigo.

## Biographie

### Jeunesse et débuts
Deuxième enfant de Luciana Colnaghi et de Mario Castoldi, fabricant de meubles dans la région de Milan, il a d'abord vécu à Muggiò avant que la famille ne déménage à Monza. Sa sœur, Roberta est violoncelliste et poétesse.
L'intérêt de Morgan pour la musique se manifeste tôt, avec l'apprentissage de la guitare à l'âge de six ans. Mais les difficultés qu'il rencontre, étant gaucher, le poussent vers le piano quelques années plus tard. Il écrit ses premiers morceaux de musique entre neuf ans et dix ans et compose également une sonate pour piano. Lorsque la new wave explose au début des années 80, il découvre le courant des Nouveaux romantiques auquel il s'identifie fortement, mais nourrit également une vraie passion pour le rock, surtout celui des années 60.
La passion de Morgan pour les synthétiseurs date de ce moment, influencé par la new wave et tous les groupes de synthpop qui rivalisent d'inventivité du début au milieu des années 80. Pour avoir un synthétiseur à lui, il passe un marché avec ses parents et parvient à un compromis : il ne l'obtiendra que s'il commence à étudier le piano classique au conservatoire. C'est à cette période qu'il choisit le nom de scène qui ne le quittera plus, en l'honneur du corsaire gallois Henry Morgan.
Les musiciens dont il s'inspire particulièrement sont alors Depeche Mode, The Police, Duran Duran, David Bowie, Lou Reed et The Doors avec le charismatique Jim Morrison. En 1984, il réussit enfin à convaincre ses parents de lui acheter son premier synthétiseur, un Korg Poly-800.
Le 11 octobre 1988, un événement tragique le marque profondément : le suicide de son père à 48 ans, à la suite d'une dépression causée par des dettes. Cet épisode douloureux le conduit à écrire sur cette perte et les difficultés qui y sont associées ; plus tard, déterminé à lancer sa carrière musicale, il ne se présente pas aux examens de sa huitième année de conservatoire, dont il ne terminera jamais les études, pour commence à l'âge de seize ans sa carrière professionnelle, au piano-bar.
Il ne termine pas non plus ses études au Liceo classico Bartolomeo Zucchi de Monza, préférant passer finalement un diplôme d'études secondaires professionnelles de l'IPSIA (Institut professionnel d'État pour l'industrie et l'artisanat) G. Meroni de Lissone.
Un an plus tard, il commence à jouer de la basse électrique, sans inverser les cordes comme le font les gauchers, et étudie lui-même une technique avec des positions inversées, ce qui en fait sa particularité.
En 1988, il commence à collaborer avec Andrea Fumagalli (alias Andy) et Fabiano Villa, avec qui il fonde le groupe Golden Age. Dès l'année suivante, sort le premier album du groupe, Chains, suivi du premier clip vidéo réalisé pour le single Secret Love. L'échec de l'album entraînera la dissolution du groupe : Morgan et Andy continuent ensemble en formant Bluvertigo, tandis que Fabiano Villa rejoint le groupe Rapsodia.

## Vie privée
De 2000 à 2007, Morgan a été relation avec la célèbre actrice, réalisatrice, mannequin et chanteuse italienne Asia Argento, avec qui il a sa première fille, Anna Lou, le 20 juin 2001.
Le 28 décembre 2012, il a sa deuxième fille, Lara, née de la relation avec la chanteuse italienne Jessica Mazzoli.
Le 17 mars 2020, il a sa troisième fille, Maria Eco, avec Alessandra Cataldo.

## Discographie

### Albums Solo
- 2003 : Canzoni dell'appartamento
- 2005 : Non al denaro non all'amore nè al cielo
- 2007 : Da A ad A
- 2009 : Italian Songbook: Volume 1
- 2012 : Italian Songbook: Volume 2

### Avec Bluvertigo
- 1995 : Acidi e basi
- 1997 : Metallo non metallo
- 1999 : Zero
- 2001 : Pop Tools
- 2008 : Storytellers

### Avec Golden Age
- 1989 : Chains